# 連江駅
連江駅（れんこうえき）は、中華人民共和国福建省福州市連江県江南郷花塢村にある、中国鉄路総公司（CR）南昌鉄道局が管轄する駅。

## 概要
2009年9月28日、温福線と同時に開業した。
江南郷の中心部からは約3.5km離れており、駅前には広場があり、広い道路が伸びる。駅舎は、総建築面積3,180平方メートルの2階建てである。駅前広場はバス乗り場と駐車場を備え、江南郷中心部からは1番のバスで行くことができる。2011年5月時点で、1日あたり合計11本の列車が発着しており、連江駅を出発・終着とする列車は存在していなかった。

## 影響
温福線開通に伴う連江駅の開業で、福州市から連江までの所要時間は約20分となり、連江は福州の「30分経済圏」（中国語で「半小時経済圏」）に含まれることとなった 。
鉄道の開通は、道路旅客輸送業界にも大きな影響を与えている。例えば、それまで長距離旅客輸送を行っていた福建閩運公司は、連江に新たなバス路線を開設し、農村部の路線の新設や、農村部の旅客輸送市場の開拓を進めている。

## 参照資料
1. 1 2  “百年期盼 今朝梦圆 温福铁路连江火车站今日开通运营”. 2011年7月6日時点のオリジナルよりアーカイブ。2011年6月7日閲覧。
2. ↑  “中国铁路客户服务中心”. 2011年5月27日閲覧。
3. ↑  “应对动车组冲击发展农村客运班线 连江增开公交线路”. 2011年5月27日閲覧。[リンク切れ]